# 1628
سنة 1628 كانت سنة كبيسة تبدأ يوم السبت (الرابط يظهر نموذج التقويم الكامل للسنة) من التقويم اليولياني.

## أحداث
- تأسيس مدينة بريدج تاون وتقع حاليا في باربادوس.

## مواليد
- الروداني

## وفيات
- إسرائيل بن موسى النجارة
- تشيزري ديستي
- جاكوب ميتيوس نظاراتي هولندي
- جون بول (موسيقي)
- عبد الرحمن بن عيسى المرشدي فقيه مسلم وأديب حجازي
- عبد القادر العيدروس
- فرانسوا سفاري دي برف دبلوماسي فرنسي
- فرنسوا دي ماليرب
- قره مصطفى باشا سياسي عثماني
- ينس مونك مستكشف دنماركي